# Der Herr der Ringe: Die Eroberung
Der Herr der Ringe: Die Eroberung (Originaltitel: The Lord of the Rings: Conquest) ist ein Actionspiel aus dem Jahr 2009, das auf der Filmtrilogie Der Herr der Ringe basiert. Es wurde von den Pandemic Studios in Zusammenarbeit mit New Line Cinema entwickelt und von Electronic Arts publiziert. Umgesetzt wurde es für Windows, PlayStation 3, Xbox 360 sowie Nintendo DS.

## Handlung
Frodo Beutlin soll den Einen Ring zerstören, indem er ihn in den Krater des Schicksalsbergs im Lande Mordor wirft. Der Herr der Ringe: Die Eroberung stellt den Weg zu diesem Ziel aus zwei Perspektiven dar.
Der Spieler wählt zunächst eine von mehreren möglichen Rahmenhandlungen in Form einer Kampagne und innerhalb dieser eine der beiden gegeneinander kämpfenden Seiten. Basierend auf dieser Auswahl startet er das Spiel als Soldat einer von sechs Fraktionen in Mittelerde: Gondor, Harad, Isengart, Mordor, Bruchtal oder Rohan. In der Kampagne War of the Ring folgt die Spielhandlung grob den Kämpfen der Filmtrilogie in deren Reihenfolge. Die Kampagne Rise of Sauron zeigt eine Alternativweltgeschichte auf, in der ein geistig korrumpierter Frodo Beutlin es nicht schafft, den Einen Ring zu zerstören und daraufhin vom Anführer der Ringgeister, dem Hexenkönig von Angmar, getötet wird, woraufhin der Dunkle Herrscher Zugriff auf den Ring bekommt und nach und nach Mittelerde erobert.

## Spielprinzip und Technik
Pandemic Studios entwickelte einen ähnlichen Stil und Spielweise wie in Star Wars: Battlefront, wobei man nicht wie in bisherigen Der-Herr-der-Ringe-Spielen die Charaktere hochlevelt. Um einen besseren Überblick über die Schlachten zu haben und besser die Aktionen der Charaktere sehen zu können, spielt man durchgehend in der Third-Person-Perspektive und bedient sich dabei in drei Kampfarten. Man kann zwischen Krieger, Bogenschützen, Späher und Zauberer wählen.
- Nahkampf: Mit dem Schwert, Dolch oder vom Pferd herab.
- Fernkampf: Per Katapult, Balliste oder als Bogenschütze.
- Magie

Das Spiel besteht aus einem Kampagneteil, sowie einen Mehrspieler-Modus, wo sich der Spieler jeweils zwischen Gut und Böse entscheiden kann. Die Kampagne der Guten beginnt mit einem Training in der letzten Schlacht der Allianz im zweiten Zeitalter von Mittelerde. Dann folgt sie Schlachten aus den Filmen, wo man zum Beispiel mit einem Ent gegen Isengart, in Moria gegen den Balrog oder in Minas Morgul kämpft. Die böse Kampagne, ein Alternativszenario zur Filmhandlung, beginnt mit dem Erlangen des Einen Rings von Frodo durch die Nazgûl. Während der Eroberung schlüpft der Spieler unter anderem in die Rollen von Mûmakil, Trollen, Ents oder sogar zuletzt in die von Sauron selbst. Im Mehrspielermodus kann man Eroberungen, Capture the Flag, Helden-Todeskämpfe oder Ringträgerspiele mit bis zu vier Spielern auf einem System spielen.
Der Online-Modus, in dem bis zu 16 Spieler gleichzeitig spielen konnten, ist seit dem 16. März 2010 nicht mehr verfügbar, nachdem die Server wegen zu geringer Nutzerzahlen abgeschaltet wurden. Über den LAN-Modus ist es weiterhin möglich, sich durch Dienste von Drittanbietern wie Radmin VPN oder ZeroTier One auch über das Internet miteinander zu verbinden.

## Produktionsnotizen

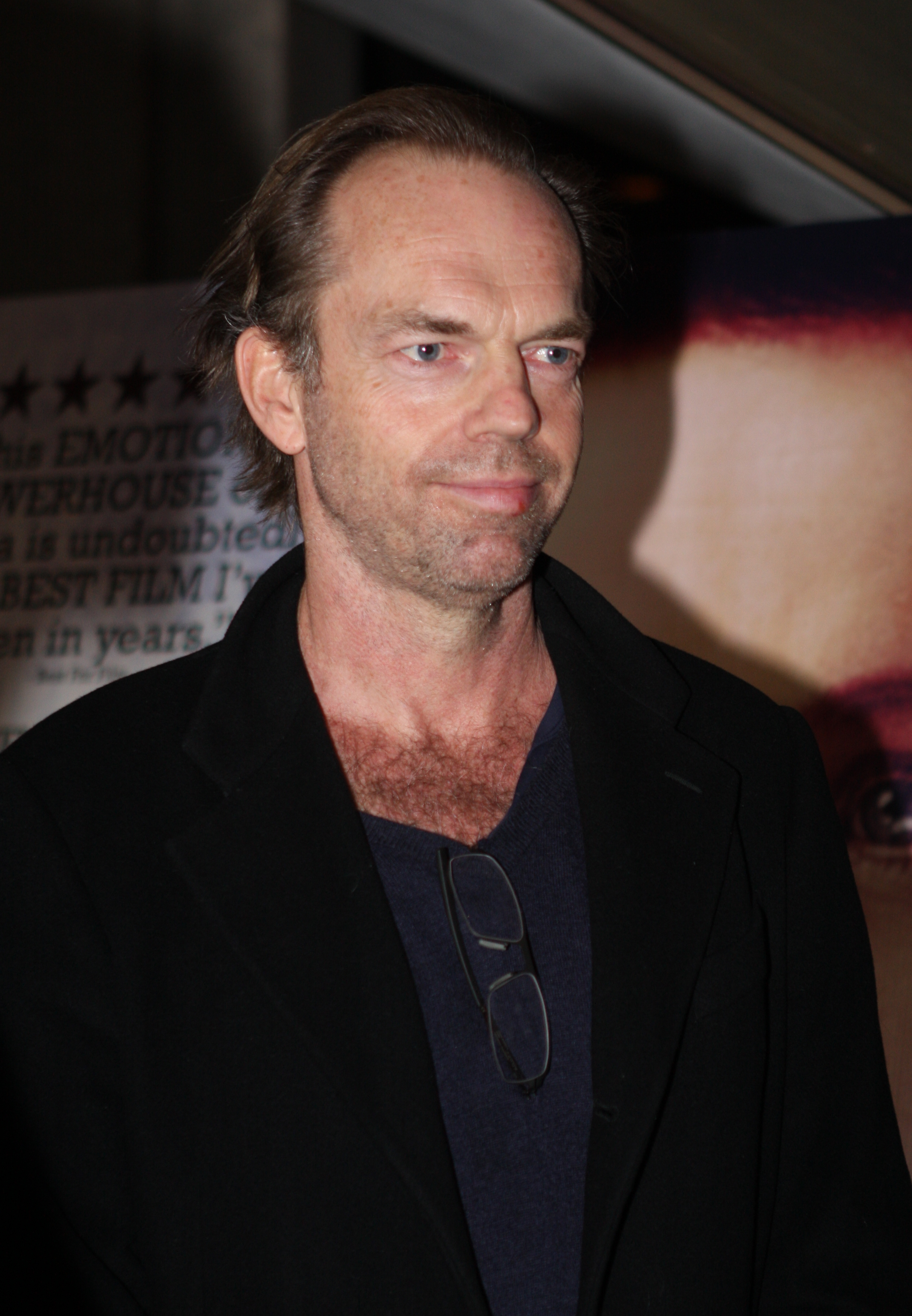
Hugo Weaving ist im Original wieder als Elrond zu hören.

Der Herr der Ringe: Die Eroberung ist das siebte Spiel von Electronic Arts, das in Tolkiens erschaffener Welt von Der Herr der Ringe spielt. Nach Der Herr der Ringe: Die Zwei Türme und Der Herr der Ringe: Die Rückkehr des Königs ist es das dritte Actionspiel. Dazu kommen das Rollenspiel Der Herr der Ringe: Das dritte Zeitalter und die Strategiespiele Der Herr der Ringe: Die Schlacht um Mittelerde und Schlacht um Mittelerde 2 sowie das Add-on zum zweiten Teil Der Aufstieg des Hexenkönigs. Des Weiteren gibt es ein ausschließlich für die PlayStation Portable entwickeltes und rundenbasiertes Rollenspiel mit dem Titel Der Herr der Ringe: Taktiken.
Mit Ausnahme von Hugo Weaving als Elrond erhielten die Figuren im Spiel andere Sprecher. Im Deutschen ist daher ebenfalls von den ursprünglichen Sprechern lediglich Wolfgang Condrus als Stimme Weavings zu hören.

## Rezeption
The Lord of the Rings: Conquest erhielt gemischte bis eher negative Bewertungen. Die Rezensionsdatenbank Metacritic aggregiert 24 Rezensionen zu einem Mittelwert von 57.